# Calcidiolo
Il calcidiolo (chiamato anche calcifediolo o 25-idrossicolecalciferolo) è un preormone prodotto nel fegato per idrossilazione del colecalciferolo.
Una volta prodotto, il calcidiolo viene convertito nei reni dall'enzima 25-idrossivitamina D3 1-alfa-idrossilasi in calcitriolo, un ormone secosteroide che è la forma biologicamente attiva della vitamina D3.
In medicina, il dosaggio dei valori di calcidiolo è il metodo più efficace e il più sensibile per valutare i livelli di vitamina D nell'organismo. L'aumento dei livelli di calcidiolo è associato all'aumento dell'assorbimento intestinale di calcio.

## Dosaggio nel sangue umano
In medicina il dosaggio della 25-idrossi-vitamina D nel sangue è utilizzato per stimare la quantità di vitamina D nell'organismo. Questo test, utile per diagnosticare la carenza di vitamina D, è indicato nei pazienti ad alto rischio di deficienza di questa vitamina e può indirizzare il medico nella decisione di iniziare terapie specifiche.
I pazienti affetti da osteoporosi, malattia renale cronica, sindromi da malassorbimento, obesità e da alcune infezioni sono considerati ad alto rischio e si consiglia loro di effettuare il dosaggio della vitamina D.  Sebbene la carenza di vitamina D sia comune in alcune popolazioni, come quelle che vivono a latitudini estreme o comunque con scarsa esposizione alla luce solare, il dosaggio della 25-OH-vitamina D non è necessario per tutta la popolazione.
L'American Society for clinical nutrition ha comunque sottolineato l'esigenza di una maggiore standardizzazione e riproducibilità tra diversi laboratori.
Secondo MedlinePlus, i valori normali di calcidiolo sono compresi fra 30 e 74 ng/mL. Tuttavia l'intervallo di riferimento varia a seconda di diversi fattori, come l'età e l'area geografica di residenza. Per questo motivo è stato suggerito un intervallo più ampio, fra 20 e 150 nmol/L (8 - 60 ng/mL), mentre altri studi definiscono livelli inferiori a 80 nmol/L (32 ng/mL) indicativi di carenza di vitamina D.
I laboratori statunitensi riportano generalmente i livelli di 25(OH) vitamina D in ng/mL, mentre in altri Paesi essi sono riportati in nmol/L. Per ottenere la conversione in nmol/mL occorre moltiplicare per 2,5 il valore espresso in ng/mL.

## Importanza clinica
Con l'aumentare della concentrazione plasmatica di calcidiolo, aumenta l'assorbimento di calcio nell'intestino. L'escrezione di calcio con le urine controbilancia l'assorbimento intestinale e comincia ad aumentare quando i livelli di calcidiolo raggiungono le 400 nmol/L (160 ng/mL). Alcuni studi di popolazione condotti negli anni novanta dal gruppo di Cedric F. Garland e Frank C. Garland dell'Università di San Diego in California hanno evidenziato che all'aumentare dei livelli ematici di calcidiolo diminuisce l'incidenza di carcinoma del colon e del carcinoma della mammella. Tuttavia i più recenti studi clinici randomizzati e controllati non sono riusciti a dimostrare un effetto protettivo della vitamina D contro il cancro del colon-retto.